# Młokicie
Młokicie est une localité polonaise de la gmina de Wilków, située dans le powiat de Namysłów en voïvodie d'Opole.